# 1897 en astronomie
Cet article présente les évènements qui se sont produits pendant l'année 1897 dans le domaine de l'astronomie.
| Années de l'astronomie : 1894 - 1895 - 1896 - 1897 - 1898 - 1899 - 1900    |
| Décennies de l'astronomie : 1860 - 1870 - 1880 - 1890 - 1900 - 1910 - 1920 |

## Événements

### À préciser
- Découverte de l'étoile de kapteyn par Jacobus Kapteyn